# 布拉乌纳
布拉乌纳是巴西圣保罗州的一个市镇。总面积195.516平方公里，总人口4709人，人口密度24.1人/平方公里。